# Gare d'Ingrandes-sur-Loire
Ne doit pas être confondu avec Gare d'Ingrandes-sur-Vienne ou Gare d'Ingrandes - Mérigny.
La gare d'Ingrandes-sur-Loire est une gare ferroviaire française de la ligne de Tours à Saint-Nazaire, située sur le territoire de la commune d'Ingrandes-Le Fresne sur Loire, dans le département de Maine-et-Loire, en région Pays de la Loire.
C'est aujourd'hui une halte ferroviaire de la Société nationale des chemins de fer français (SNCF), desservie par des trains express régionaux TER Pays de la Loire.

## Situation ferroviaire
Établie à 18 mètres d'altitude, la gare d'Ingrandes-sur-Loire est située au point kilométrique (PK) 376,867 de la ligne de Tours à Saint-Nazaire, entre les gares ouvertes de Champtocé-sur-Loire et de Varades - Saint-Florent-le-Vieil.  Elle est séparée de Varades - Saint-Florent-le-Vieil par la gare aujourd'hui fermée de Montrelais.

## Historique
Le bâtiment voyageurs, démoli, était identique à celui de la gare de Saint-Georges-sur-Loire.
Il s'agissait d'un édifice de style néoclassique comportant des bandeaux et des pilastres d'angle en pierre ainsi que des percements à linteau droit. Le corps central à étage, surmonté d'une toiture à deux versants, comporte trois travées et celles du rez-de-chaussée sont surmontées d'arcs en plein cintre dont les piédroits sont reliés par un bandeau ; l'arc central est plus grand sur côté rue. Les ailes, symétriques, sont coiffées d'un toit à deux pans. Les murs latéraux sont munis de petites fenêtres au pignon éclairant les combles.
Selon les estimations de la SNCF, la fréquentation annuelle de la gare est de 64 937 voyageurs en 2014, 69 695 voyageurs en 2015 et 60 750 voyageurs en 2016.
Des travaux de réhabilitation de l'ancienne halle de marchandise ont débuté en 2016. Le but est de déménager l'ancienne bibliothèque municipale dans la halle une fois celle-ci rénovée. La halle a également une zone pour l'accueil des voyageurs. À l'extérieur du bâtiment une zone de recharge des véhicules électriques a été aménagée, ainsi qu'un parking pour le covoiturage et un parking à vélo. La nouvelle bibliothèque et les aménagements autour ont été inaugurés le 28 septembre 2019.

## Service des voyageurs

### Accueil
Halte SNCF, c'est un point d'arrêt non géré (PANG) à accès libre. Elle est équipée d'automates pour l'achat des titres de transport. En 2015, la région des Pays de la Loire promet que l'abri de quai devrait être remplacé, avec l'aide du programme européen « Citizens rail » de développement des chemins de fer régionaux.

### Desserte
Ingrandes-sur-Loire est desservie par des trains TER Pays de la Loire circulant entre Angers-Saint-Laud et Nantes et desservant au moins systématiquement toutes les gares entre La Possonnière et Ancenis.

### Intermodalité
Un parc pour les vélos et un parking pour les véhicules sont aménagés. Un nouveau parking à vélo, un parking dédié au covoiturage et un arrêt de bus pour les scolaires est implanté devant l'ancienne halle de marchandise depuis septembre 2019.